# Ašur
 Ovo je glavno značenje pojma Ašur. Za druga značenja pogledajte Ašur (razdvojba).
Ašur (asir.: ’Aššur; arapski: أشور, tj. Kal'at Šerkat; hebrejski: אַשּׁוּר; aramejski: ܐܫܘܪ) je bio prvotna prijestolnica Asirije, koja je po njemu dobila i ime. Kroz povijest je, uz gradove Ninivu, Arbelu i Kalaha, bio uvijek jedan od najznačajnijih asirskih gradova. Ostaci Ašura se danas nalaze na zapadnoj obali rijeke Tigris, sjeverno od pritoke Mali Zab u oblasti Al-Širkat (pokrajina Salah al-Din, Irak). Ašur je 2003. godine upisan na UNESCO-ov popis mjesta svjetske baštine u Aziji i odmah je dospio na popis ugroženih mjesta svjetske baštine.

## Smještaj
Smještaj naselja koje će se razviti u grad Ašur bio je logičan s društvene i gospodarske točke gledišta. Grad se razvio uz rijeku Tigris, na krajnjem južnom dijelu područja koje u središnjem dijelu Asirije ima redovite padaline. Na taj je način mogao uživati u plodovima bogatog poljoprivrednog područja sa sjevera, ali i u kontaktima sa značajnom, i tada cvatućom, civilizacijom Sumera i Babilonije na jugu.
Tako je Ašur bio strateški smješten na trgovačkom putu koji je sa sjevera prema jugu išao duž obala Tigrisa. Usto, nalazio se i na putu koji vodio od istoka prema zapadu, jer su upravo kod ovog grada karavane obično prelazile rijeku. Uzrok je tome bila konfiguracija tla s istočne strane Tigrisa, gdje se visoko brdo Himrin spušta u dolinu, te omogućuje lakši prolaz. Sâm je Ašur zapravo izgrađen na zadnjem obronku Himrina, što je činio i prirodni oblik obrane od neprijatelja, osobito sa sjevera.

## Povijest
Povijest Ašura neodvojivo je povezana s povijesti Asirije. Postoje dokazi o naseljenosti ovoga mjesta u prapovijesno doba, no tek sredinom 3. tisućljeća pr. Kr. (oko 2400. pr. Kr.) postoje i pisana svjedočanstva o postojanju grada-države u Ašuru. Amorićanski vođa, koji će postati asirski kralj Šamši Adad I. (1813. – 1781. pr. Kr.) preobrazit će Ašur u središte velikoga kraljevstva koje je obuhvaćalo veći dio sjeverne Mezopotamije. U 14. st. pr. Kr. Ašur je postao prijestolnicom zemlje koja će se tada prvi puta nazvati Asirija, kraljevstva koje je uključivalo i gradove Ninivu i Arbelu. To je bio početak razdoblja Srednjeg asirskog carstva, a obilježeno je značajnijim građevinskim zahvatima u Ašuru.
Ašur je ostao glavni grad do 9. st. pr. Kr. kad je Asurnasirpal II. (883. – 859. pr. Kr.) premjestio središte u grad Kalah. U 7. st. pr. Kr. Sanherib (704. – 681. pr. Kr.) premjestio je svoje sjedište u Ninivu. Bez obzira na gubitak uloge političkog središta Asirije, Ašur je kroz cijelu asirsku povijest ostao duhovno središte zemlje, s hramom bogu Ašuru, te kao mjesto krunidbe i ukopa asirskih vladara.
Kada je Asirijom zavladalo Partsko Carstvo (oko 100. pr. Kr.-270.) Ašur je postao važno upravno središte s određenom dozom autonomije. Rimljani su ga napadali više puta. Car Septimije Sever ga je poharao 198., a Šapur I., veliki kralj Perzije, 257. godine. Grad je ipak preživio sve do 14. stoljeća kada je Timur proveo sveopći masakr lokalnog stanovništva, uglavnom Ajsorskih kršćana, poslije čega nema tragova trajnijeg naselja na ovom mjestu.

### Arheološka istraživanja
Premda mjesne predaje, sačuvane u srednjovjekovnim i suvremenim arapskim izvorima, nikad nisu zaboravile spomen na ovaj grad, tek su u 19. stoljeću zapadnjački istraživači prihvatili identifikaciju ovog mjesta. Sustavna arheološka istraživanja ovog mjesta započela su početkom 20. stoljeća s njemačkom ekspedicijom što ju je vodio Walter Andrae, sve do izbijanja Prvog svjetskog rata 1914. Tada je pronađeno više od 16.000 glinenih pločica s klinopismom od kojih su mnoge završile u Muzeju Pergama u Berlinu. Iskapanja su nastavljena tek krajem 1970-ih godina, te su pod iračkom upravom nastavljena do ratnih sukoba na prelasku iz 20. u 21. stoljeće.

### Prijetnje Ašuru
Nakon što je zaštićen kao svjetska baština i upisan na popis ugroženih mjesta svjetske baštine 2003. godine zbog rata u Iraku, obustavljen je projekt brane kojim je trebao biti potopljen.
Područje grada je okupirala vojska tzv. ISIL-a 2015. godine. Nakon što su uništili drevne arheološke lokalitete gradova kao što su Hatra, Khorsbad i Nimrud, islamski ekstremisti su prema nekim izvorima digli u zrak i citadelu u Ašuru u svibnju 2015. godine.